# Risto Ahti
Risto Tapani Ahti, född 27 augusti 1943 i Lahtis, är en finländsk författare. 
Ahti hör till de främsta finska lyrikerna i sin generation. Han är en mystiker och visionär som i sina prosadikter bygger på ett starkt och överraskande bildspråk. För samlingen Kukko tunkiolla fick han Runebergspriset 2002. Han har även tilldelats Eino Leino-priset (1994) och Pro Finlandia-medaljen (2003).